# Suiyuan
Denna artikel handlar om provinsen Suiyuan. För den nya stadsdelen i Hohhot som tidigare hette Suiyuan, se Xincheng, Hohhot.
Suiyuan var en provins  i norra Kina, som idag är en del av den autonoma regionen Inre Mongoliet.  Befolkningen är till stor del  etniska mongoler. Huvudstaden var Kweisui, idag känd under sitt mongoliska namn Hohhot.

## Historia
Området som skulle blir provinsen ingick i olika mongoliska förbund som bildades i Inre Mongoliet av Qingdynastins regering i början på 1600-talet.
Provinsen grundades under Republiken Kina år 1928, men efter det andra kinesisk-japanska krigets utbrott 1937 inkorporerades den i den japanska marionettstaten Mengjiang mellan 1937 och 1945. Efter kriget återupprättades provinsen av Republiken Kinas regering och provinsen ingick i Folkrepubliken Kina när denna grundades 1949.
1954 upplöstes provinsen och uppgick i det autonoma området Inre Mongoliet. Provinsens territorium delades sedermera upp i dagens Hohhot, Baotou, Wuhai, Ordos, Bayannur och delar av Ulaan Chab, som alla nu ingår i Inre Mongoliet.
Även om provinsen i praktiken upphört att existera så markerades den länge på officiella kartor publicerade i Republiken Kina på Taiwan.

## Geografi
I norr övergick terrängen i Gobis ökenområde. Söder om Gula floden, som med en nordlig böjning flöt genom Suiyuan, utbredde sig stäppområdet Ordos. Flera karavanvägar gick genom Suiyuan, som beboddes av nomadiserande mongoler och från Kina invandrade jordbrukskolonister. På grund av stor hankinesisk inflyttning blev mongolerna snabbt i minoritet och utgjorde 1937 endast 8,6 procent av befolkningen.